# Sveti Ivan Dobrinjski
Sveti Ivan Dobrinjski je naselje u općini Dobrinj na otoku Krku u Republici Hrvatskoj.

## Smještaj
Sveti Ivan Dobrinjski nalazi se u unutrašnjosti otoka Krka. Susjedna naselja su: općinsko središte Dobrinju na istoku, Klanice i Tribulje na sjeveru, Rasopasno na zapadu te Kras na jugu.

## Porijeklo naziva
Naselje je dobilo ime po seoskoj crkvi sv. Ivana Krstitelja.

## Povijest
Nejasno je kada je naselje nastalo. Očito je starijeg postanka. Već 1576. g. spominje se da je o crkvi sv. Ivana Krstitelja na „Zaversi“ brinula bratovština što upućuje da je selo već tada postojalo. Lokalitet „Zavesri“ spominje se više puta kroz povijest, a prvi puta još 1379. g. S obzirom na te činjenice, lokalno stanovništvo smatra da je pojam „Zaversi“ zapravo prvotni naziv današnjeg mjesta Sveti Ivan Dobrinjski. U prilog toj teoriji ide i činjenica da je prema statistici župe Dobrinj iz 1780.g. ono bilo jedno od najvećih naselja župe.

## Stanovništvo
Prema popisu stanovištva iz 2001. g. u Svetom Ivanu Dobrinjskom je živjelo 43 stanovnika.
Prvi podatci o broju stanovnika su iz 1780. g. kada je Sveti Ivan Dobrinjski imao 34 kuće sa 131 žiteljem. 1898. g. ih je bilo 301, 1935. g. 211, a 1970. g. 80. To su, međutim, podatci crkvene statistike koja među stanovnike ubraja i privremeno odsutne pa su službeni podatci nešto drukčiji.
Prema službenoj statistici u selu je najviše stanovnika bilo još sredinom 19. st., točnije 1869. g., njih 261.Od tada broj stanovnika stalno opada: 1910. g. 200 stanovnika, 1931.g. 166, 1948.g. 119, 1961.g. 101, 1991.g. 42. 
Time je kretanje broja stanovnika Svetog Ivana Dobrinjskog bitno različito od kretanja broja stanovnika ostalih naselja općine Dobrinj. Za njih je karakterističan najveći broj stanovnika početkom 20., a ne sredinom 19. st., te lagani porast broja stanovnika posljednjih 20-etak godina, a Sveti Ivan Dobrinjski i u tom periodu bilježi pad. 
| broj stanovnika | 237   | 261   | 246   | 165   | 182   | 200   | 196   | 166   | 119   | 119   | 101   | 71    | 57    | 42    | 34    | 47    | 41    |
|                 | 1857. | 1869. | 1880. | 1890. | 1900. | 1910. | 1921. | 1931. | 1948. | 1953. | 1961. | 1971. | 1981. | 1991. | 2001. | 2011. | 2021. |

## Gospodarstvo
Sveti Ivan Dobrinjski kroz cijelu povijest je bio izrazito stočarski kraj. I danas je ovčarstvo važna privrednu granu. 
U novije vrijeme je donekle obnovljeno maslinarstvo.
Većina mještana, osim par obrtnika, radi u većim otočnim središtima.

## Znamenitosti
Crkva sv. Ivana Krstitelja spominje s 1576.g. te bratovština koja brine o njoj. 1938. g. mještani su porušili dotadašnju kapelu i na istom mjestu uzgradili novu, veću crkvu.

## Vanjske poveznice
- službene stranice općine Dobrinj
- Službene stranice Turističke zajednice Općine Dobrinj  Arhivirana inačica izvorne stranice od 26. srpnja 2010. (Wayback Machine)